# Nome comune (chimica)

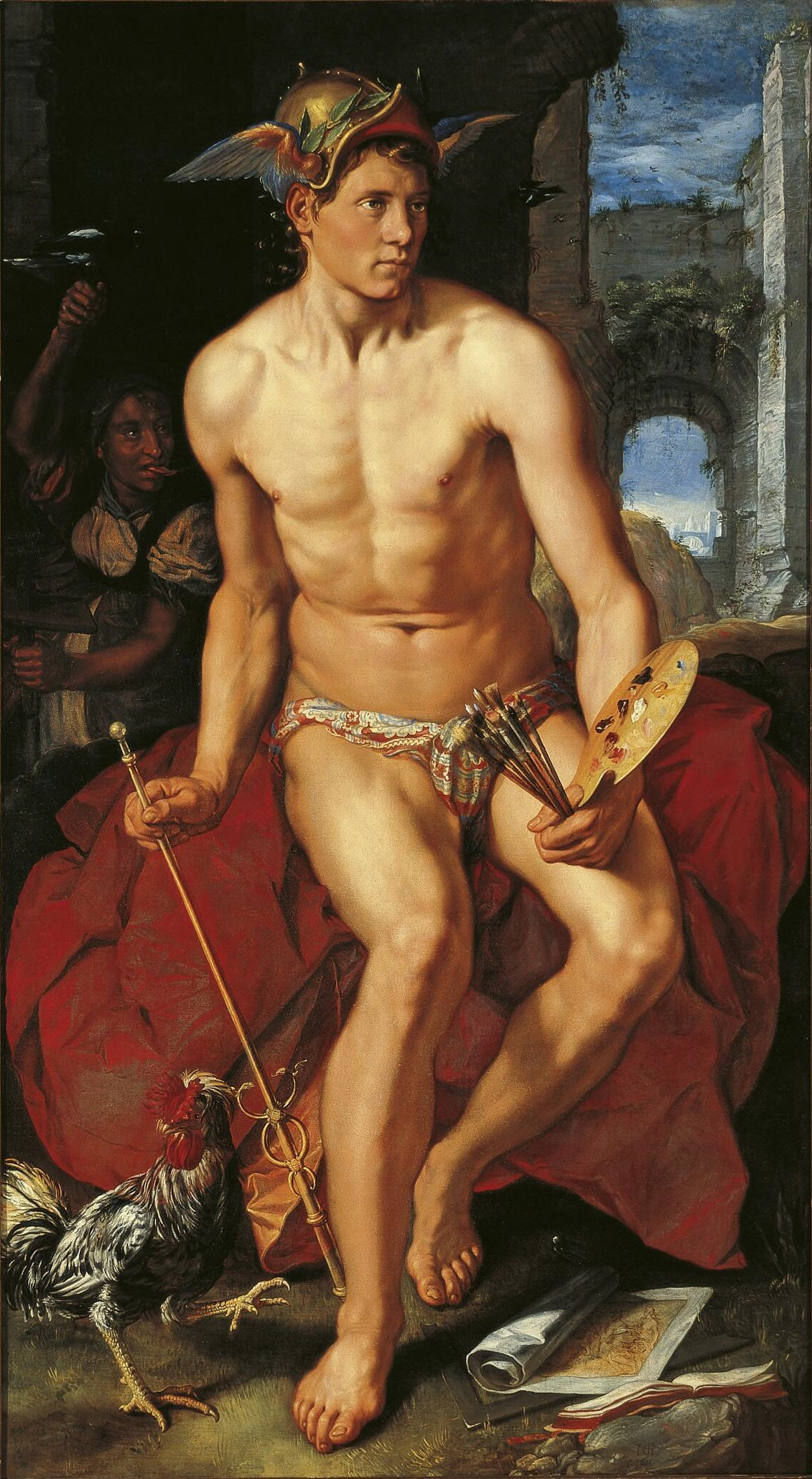
L'elemento mercurio prende il nome dall'omonima divinità romana (dipinto di Hendrik Goltzius).

In chimica, un nome comune (o nome volgare) è una denominazione non sistematica e non formale attribuita ad una sostanza o ad un composto.
La maggior parte dei nomi comuni ha un etimo storico-culturale, che precede e quindi non rispetta le convenzioni di nomenclatura chimica, né  IUPAC né tradizionale.
I nomi comuni vengono spesso utilizzati per identificare composti diffusi, ubiquitari o di uso quotidiano, per evitare un nome sistematico troppo lungo e complesso, oppure per meglio rappresentare certe caratteristiche macroscopiche più vicine al vivere quotidiano. Proprio a causa della sua semplicità, a volte un nome comune non è in grado di identificare in modo univoco una specie chimica, generando ambiguità: ad esempio, il nome comune "metallo bianco" indica più leghe diverse.

## Definizioni diverse dal nome comune
L'assenza di univocità e la scarsa correlazione con la struttura chimica sottostante hanno fatto nascere l'esigenza, nei secoli, di sistemi più precisi ed internazionali. I nomi sistematici infatti identificano in modo inequivocabile le varie sostanze chimiche, consentendone la registrazione in brevetti, trattati internazionali  e documenti scientifici. L'Unione Internazionale di Chimica Pura e Applicata (IUPAC), nel 1950, ha creato un sistema di nomenclatura ancora in uso che, in particolare per le molecole organiche, tiene conto delle proprietà strutturali e chimiche come il numero di atomi di carbonio in un composto oppure il tipo di gruppi funzionali presenti. Altri sistemi sono stati sviluppati dall'American Chemical Society (ACS), dall'Organizzazione Internazionale per la Standardizzazione (ISO) e dall'Organizzazione Mondiale della Sanità (OMS).
Talvolta anche grossi gruppi editoriali specializzati nel settore adottano proprie convenzioni sottilmente diverse da quelle IUPAC e persino grosse aziende che vendono prodotti chimici usano altre varianti nei loro cataloghi.
Oltre ai nomi comuni e a quelli sistematici, a volte vengono utilizzati dei termini noti come “semi-volgari”, costituiti da una radice comune a cui viene aggiunto un prefisso o un suffisso standard. Alcuni nomi comuni e semi volgari sono talmente utilizzati da essere stati ufficialmente adottati dalla IUPAC e sono noti come "nomi ritenuti".

## Elementi
Per la maggior parte degli elementi chimici vengono utilizzati nomi comuni. Tali nomi sono riconosciuti dalla nomenclatura IUPAC.

### Origini del nome degli elementi

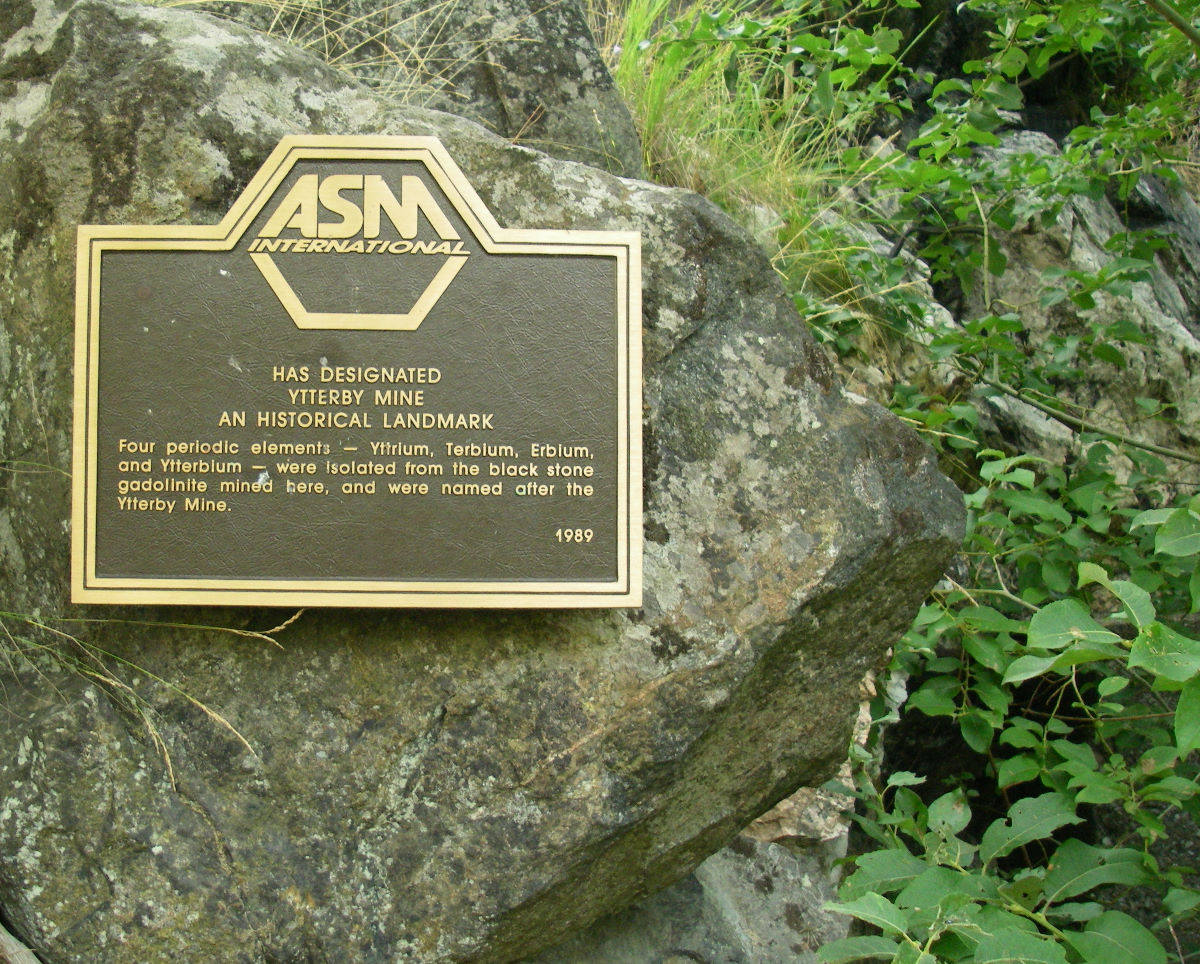
Una targa che commemora una miniera a Ytterby, dove sono stati ricavati minerali da cui sono stati isolati quattro nuovi elementi.

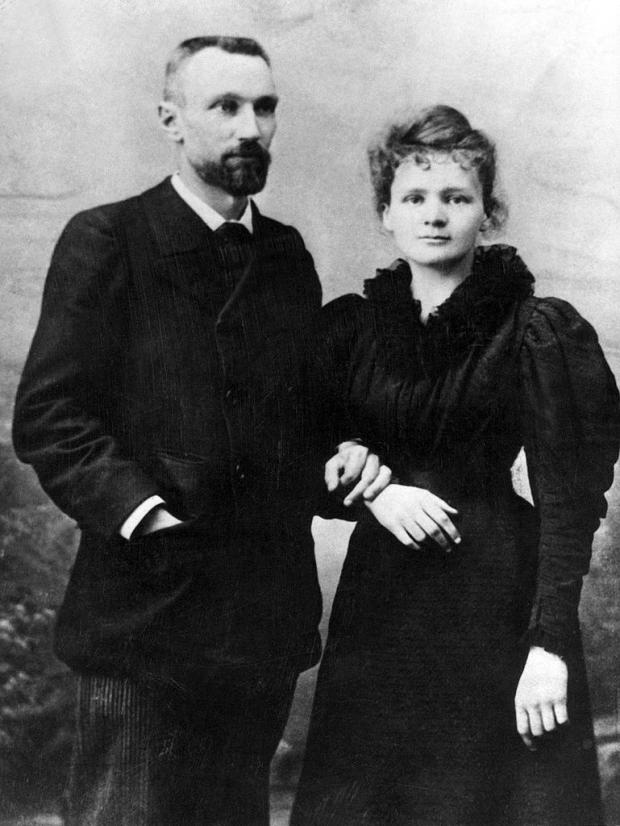
Il curio prende il nome da Pierre e Marie Sklodowska Curie.

Gli elementi conosciuti sin dal Medioevo erano oro, argento, stagno, mercurio, rame, piombo, ferro, zolfo e carbonio. La maggior parte di tali elementi ha un nome comune ripreso dall'alchimia; fa eccezione il mercurio, il cui nome deriva dal pianeta e dal dio romano omonimi. Il suo simbolo deriva invece dal latino hydrargyrum, a sua volta derivante dal greco υδράργυρος (hydrárgyros), che significa "argento liquido".

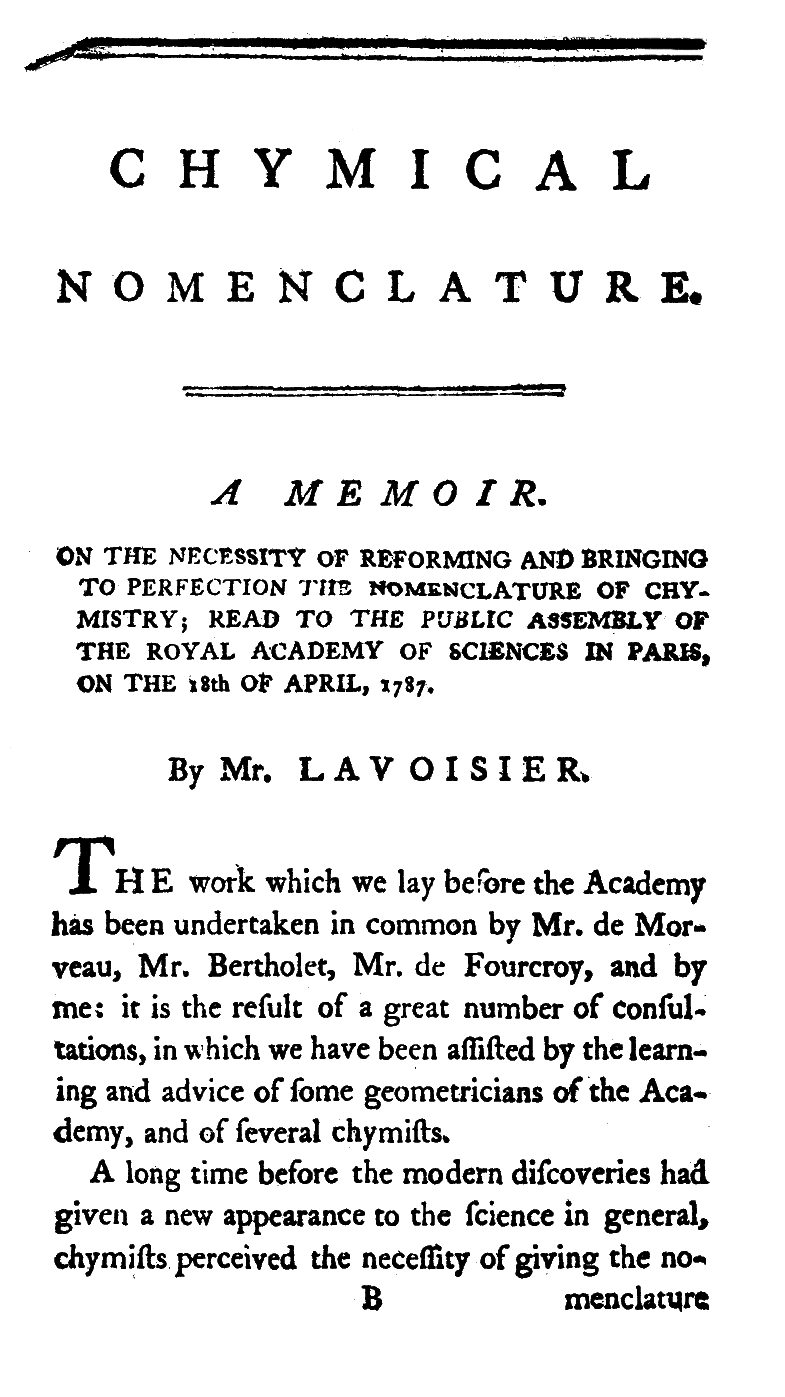
Trattato "Chymical Nomenclature" di Antoine Lavoisier (1787).

La necessità di istituire una nomenclatura sistematica fu originariamente evidenziata da Louis-Bernard Guyton de Morveau che espresse il bisogno di "un metodo di denominazione costante, che aiuti l'intelligenza e allevi la memoria". Il sistema di nomenclatura ipotizzato fu reso popolare dalla pubblicazione del Méthode de nomenclature chimique (Metodo di nomenclatura chimica) nel 1787 da parte di Antoine Lavoisier. In particolare, fu proposto che gli elementi prendessero il nome dalle loro proprietà. Per i successivi 125 anni, la maggior parte dei chimici seguì questo suggerimento, usando radici greche e latine per comporre i nomi comuni degli elementi principali:
- L'idrogeno ("produttore di acqua"), l'ossigeno ("produttore di acido"), l'azoto ("senza vita"), il bromo ("puzza"), così come i gas nobili, possiedono nomi con radici greche che si basano sull'origine o le proprietà dell'elemento. L'elio deriva dal greco ἥλιος (elios), che significa "sole", perché fu inizialmente rilevato come una linea nello spettro del sole (non è noto il motivo per cui sia stato scelto il suffisso -io, che viene usato per i metalli).[4] Gli altri gas nobili sono neon ("nuovo"), argon ("lento, pigro"), krypton ("nascosto"), xeno ("sconosciuto") e radon ("dal radio").[5]
- Iodio e cloro derivano dalle parole greche per i loro colori caratteristici (rispettivamente viola e verde), mentre indio, rubidio e tallio sono stati nominati per i colori di linee particolari nei loro spettri di emissione. L'iridio, che forma composti di molti colori diversi, prende il nome dall'iride (latino per "arcobaleno").[6]

A molti altri elementi sono stati dati nomi che hanno poco o nulla a che fare con le loro proprietà:
- Dai corpi celesti derivano i nomi comuni di elio, selenio, tellurio, rispettivamente per il Sole, la Luna e la Terra, ma anche cerio e palladio per Cerere e Pallade.
- Da figure mitologiche derivano il titanio e il promezio (da Prometeo); altri ancora hanno il nome derivante da divinità romane e greche (uranio, nettunio e plutonio) e loro discendenti (tantalio per Tantalo, figlio di Zeus, e niobio per Niobe, figlia di Tantalo), così come da divinità norrene (vanadio per la dea Vanadís e torio per il dio Thor).[5]
- Dal paese di origine degli scopritori derivano il polonio (nome attribuito da Marie Curie, in onore della sua terra di origine), il rutenio, il gallio, il germanio e il lutezio (basati sui nomi latini di Russia, Francia, Germania e Parigi).
- Dal luogo in cui sono stati scoperti derivano i nomi volgari di: magnesio (dal nome di magnesia), stronzio, scandio, europio, tulio (dall'antico nome romano Thule che indica un'isola leggendaria all'estremo nord della Scandinavia), olmio, rame (in latino cuprum, derivato da Cipro, dove fu estratto nell'era romana), afnio, renio, americio, berkelio, californio e darmstadtio.[5] Gli elementi terbio, erbio, itterbio e ittrio prendono il nome dal villaggio svedese di Ytterby, dove venivano estratti i minerali che li contenevano.[6]
- Alcuni elementi sono stati nominati rispetto ad aspetti della storia della loro scoperta. In particolare, il tecnezio e il promezio furono così chiamati perché i primi campioni rilevati furono sintetizzati artificialmente (quest'ultimo in analogia al dono del fuoco agli uomini che il Titano Prometeo ruba agli dei), poiché nessuno dei due elementi ha isotopi di sufficiente stabilità per essere presente in natura sulla Terra in quantità significative.

Per gli elementi fino a 92 (uranio), si è cercato di scoraggiare l'utilizzo di nomi derivanti da nomi di persone per nominare gli elementi. Le due uniche eccezioni sono di derivazione indiretta: gli elementi, infatti, prendono il nome da minerali che a loro volta prendono il nome da persone. Questi erano gadolinio (trovato nella gadolinite, dal nome del chimico finlandese Johan Gadolin) e samario (il minerale samarskite prende il nome da un ingegnere minerario russo, Vasili Samarsky-Bykhovets ). Tra gli elementi transuranici, questa restrizione fu attenuata e alcuni furono nominati in onore di scienziati influenti: seguirono il curio (Marie Curie e Pierre Curie), l'einsteinio (Albert Einstein), il fermio (Enrico Fermi), il mendelevio (Dimitri Mendeleev), il nobelio (Alfred Nobel) e il laurenzio (Ernest Lawrence).
Per quegli elementi che non sono stati ancora scoperti, la IUPAC ha istituito una nomenclatura sistematica in cui i nomi combinano sillabe che rappresentano le cifre del numero atomico e sono seguite dal suffisso  "-ium"; ad esempio, "unununium" è l'elemento 111 ("un" è la sillaba per 1). Qualora dovesse essere scoperto l'elemento, il nome sistematico viene sostituito da uno comune, attribuito dal primo scienziato o laboratorio che è riuscito a prepararlo; in linea con la tradizione, i nomi possono essere basati su un concetto, un carattere mitologico, oggetto astronomico, minerale, luogo, proprietà dell'elemento o scienziato. Continuando con l'esempio riportato, come nome comune dell'elemento 111 è stato scelto "roentgenio".

### Relazione con gli standard IUPAC
I nomi IUPAC per gli elementi sono destinati all'uso nelle lingue ufficiali. All'epoca della prima edizione del Libro rosso IUPAC (che contiene le regole per i composti inorganici), quelle lingue erano l'inglese e il francese; ora l'inglese è l'unica lingua ufficiale.
Tuttavia, altre lingue hanno ancora i loro nomi per gli elementi. Il simbolo chimico del tungsteno, W, si basa sul nome tedesco wolfram, che si trova nella wolframite e si traduce dal tedesco "schiuma di lupo", il minerale noto tra i minatori sassoni. Il nome tungsteno significa "pietra pesante", una descrizione della scheelite, un altro minerale in cui si trova il tungsteno. I nomi tedeschi per idrogeno, ossigeno e azoto sono Wasserstoff (sostanza acquosa), Sauerstoff (sostanza acida) e Stickstoff (sostanza che soffoca). I nomi russi di idrogeno, ossigeno e carbonio sono "vodorod", "kislorod" e "uglerod" (che generano rispettivamente acqua, acido e carbone). I nomi cinesi corrispondenti sono qīngqì (gas leggero), yǎngqì (gas nutriente) e dànqì (gas di diluizione). Uno schema per la traduzione di nomi chimici in cinese fu sviluppato da John Fryer e Xu Shou nel 1871. Dove i nomi tradizionali erano ben stabiliti, essi vennero mantenuti; altrimenti, un singolo carattere per un nome è stato composto da una delle cinque xing (fasi) – metallo, legno, acqua, fuoco e terra – e da un suono dal nome inglese dell'elemento.

## Chimica inorganica
All'inizio, la terminologia per i composti chimici seguiva regole simili alla denominazione degli elementi. Anche in questo caso, i nomi possono essere associati all'aspetto della sostanza in questione (in generale alla percezione sensoriale che si ha di essa), possono derivare dalla consistenza, dalla cella cristallina, dal luogo nel quale quel composto è stato scoperto o sintetizzato, ma anche dallo scienziato che l'ha scoperto. Il nome può persino derivare dalle sue proprietà mediche o dal metodo di preparazione impiegato. 

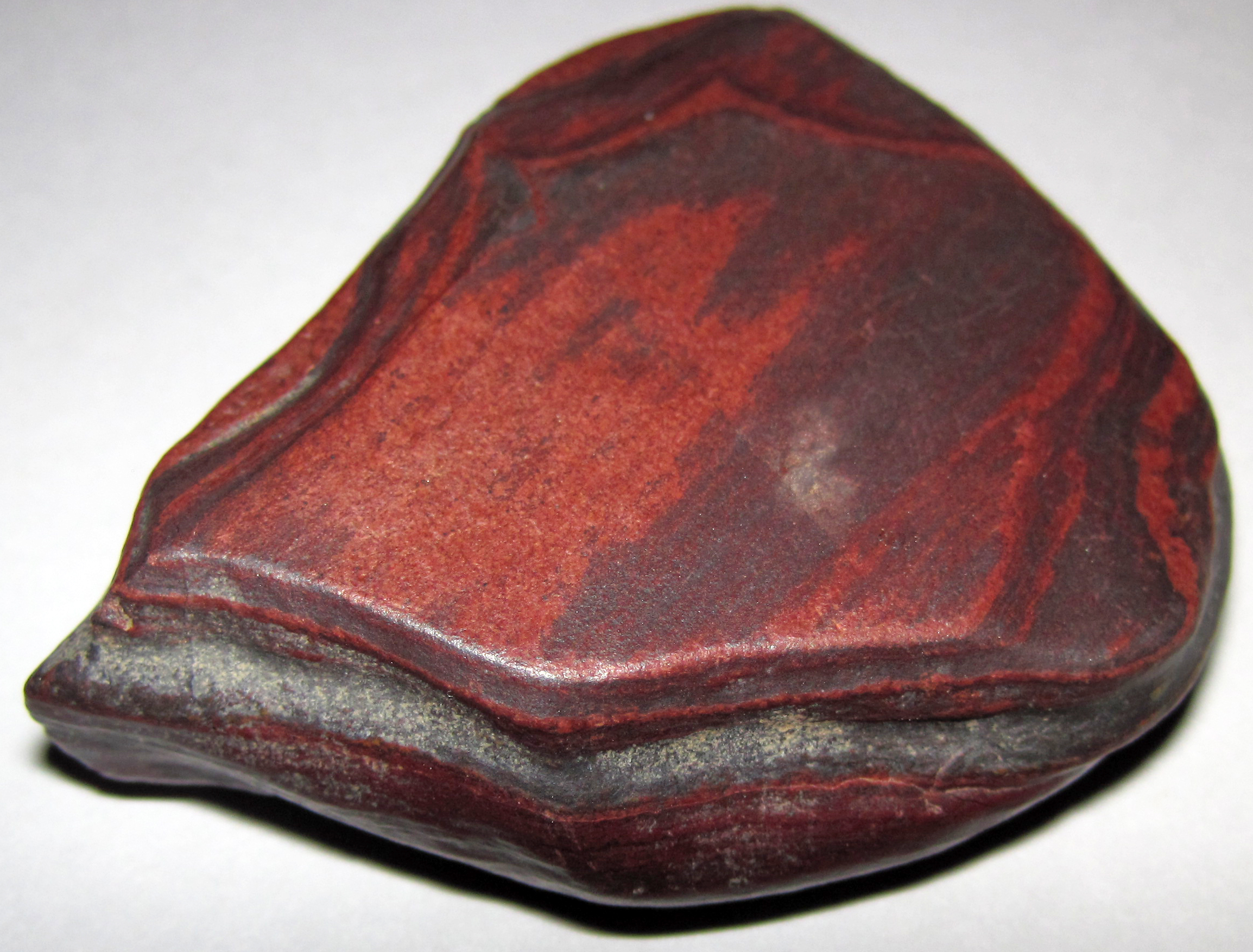
Campione ricco di ematite rossa da una formazione di ferro legata nel Wyoming.

Il sale (cloruro di sodio) è solubile e viene utilizzato, in cucina, come spezia. Sostanze con proprietà simili sono diventate note come sali, in particolare il sale Epsom (solfato di magnesio, trovato in una sorgente salina amara nella città inglese di Epsom). L'ammoniaca (con il nome formale poco usato azoto triidruro o l'altrettanto poco usato ma più preciso nitruro di idrogeno) fu estratto per la prima volta dal sal ammoniaca, che significa "sale di Amon", in quanto gli antichi romani trovarono dei cristalli nei templi egizi dedicati al dio Amon; i cristalli si erano condensati a causa del fumo del letame di cammello che veniva bruciato in grandi quantità. Altri nomi come "zucchero di piombo" (piombo (II) acetato ), "burro di antimonio" (tricloruro di antimonio), "olio di vetriolo" (acido solforico*) e "crema di tartaro" (bitartrato di potassio) hanno preso in prestito la loro lingua dalla cucina. Molti altri nomi erano basati sul colore; per esempio, ematite e orpimento derivano da parole che significano "pietra simile al sangue" e "pigmento d'oro".
* Il nome vetriolo faceva riferimento a due sostanze molto usate dagli alchimisti: il vetriolo blu ed il vetriolo verde, rispettivamente il solfato rameico ed il solfato ferroso (entrambi sali idrati). Distillando a secco in una storta di vetro ad alta temperatura questi due sali, si otteneva un condensato viscoso costituito da acido solforico molto concentrato.
Alcuni nomi si basano sul loro utilizzo. La calce è un nome generico per materiali contenenti o derivati dall'ossido di calcio; il nome deriva da una radice "attaccare o aderire". Infatti, il suo primo utilizzo fu come malta per l'edilizia, a causa dell'elevata tixotropicità degli impasti . In particolare in passato era spesso aggiunto un aggettivo irregolare, calce viva o calce spenta, ad indicare rispettivamente l'ossido e l'idrossido (ottenuto dal primo tramite idratazione).
L'acqua ha diversi nomi sistematici, tra cui "ossidàno" (il nome IUPAC), "ossido di idrogeno" e "monossido di diidrogeno" (DHMO). Quest'ultima è stata la base della beffa del monossido di diidrogeno, un documento satirico che è stato diffuso avvertendo i lettori dei pericoli della sostanza chimica (ad esempio, è fatale se inalato).

## Chimica organica
Nella chimica organica, alcuni nomi comuni o volgari derivano da una proprietà caratteristica del materiale da denominare. Ad esempio, la lecitina, (nome comune della fosfatidilcolina) era originariamente isolata dal tuorlo d'uovo. La parola deriva dal greco λέκιθος (lékithos) per tuorlo.
Molti nomi comuni o volgari continuano ad essere usati perché i loro equivalenti scientifici sono considerati troppo complicati per l'uso quotidiano. Ad esempio, "acido tartarico", un composto trovato nel vino, ha il nome sistematico di acido 2,3-diidrossibutandioico. Il pigmento β-carotene ha come nome IUPAC 1,3,3-trimetil-2 - [(1E, 3E, 5E, 7E, 9E, 11E, 13E, 15E, 17E) -3,7,12,16-tetrametile -18- (2,6,6-trimetilcicloesen-1-il) octadeca-1,3,5,7,9,11,13,15,17-nonaenil] cicloesene.
CI sono casi in cui il nome comune può causare confusione. Sulla base del nome comune, si potrebbe arrivare alla conclusione che la molecola teobromina contenga uno o più atomi di bromo, mentre in realtà è un alcaloide con struttura simile alla caffeina.

### Nome volgare derivato da struttura chimica
Diverse molecole organiche hanno nomi semi-comuni in cui i suffissi -ano (per un alcano) o -ene (per un alchene) vengono aggiunti a un nome in base alla forma della molecola: alcuni sono raffigurati di seguito. Altri esempi includono barrelano (a forma di botte), fenestrano (con un motivo a vetri), ladderano (a forma di scala), olimpiadano (con una forma con la stessa topologia degli anelli olimpici) e acido quadratico (noto anche come acido squarico). 

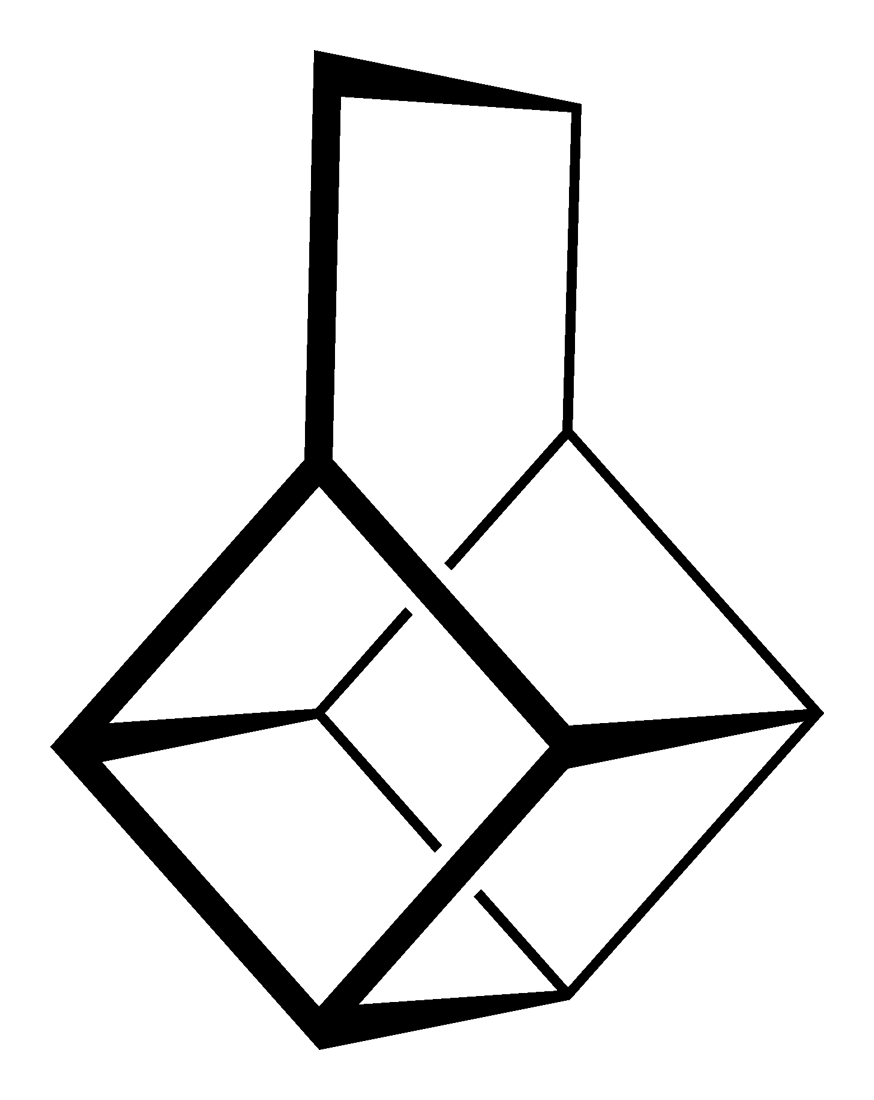
Basketano
Cubano
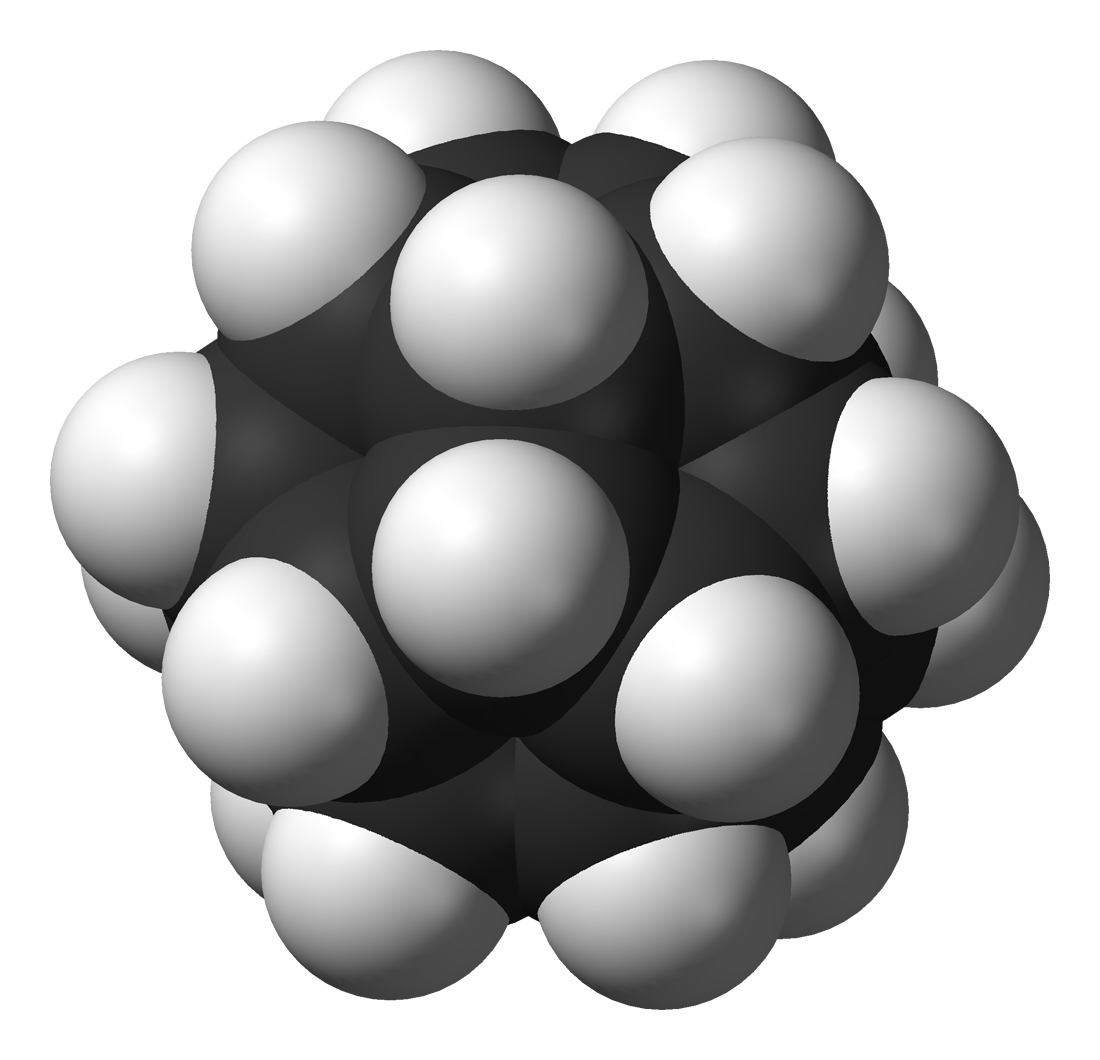
Dodecaedrano
Casano
Olimpicene
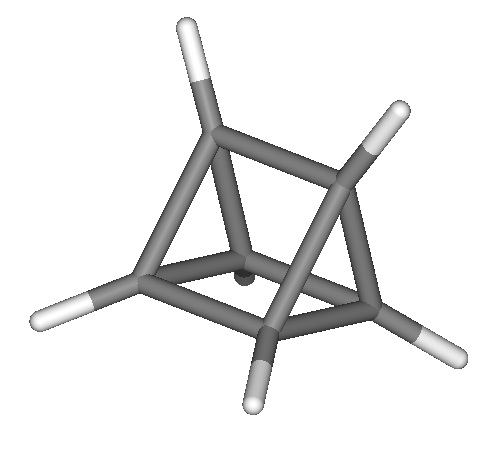
Prismano
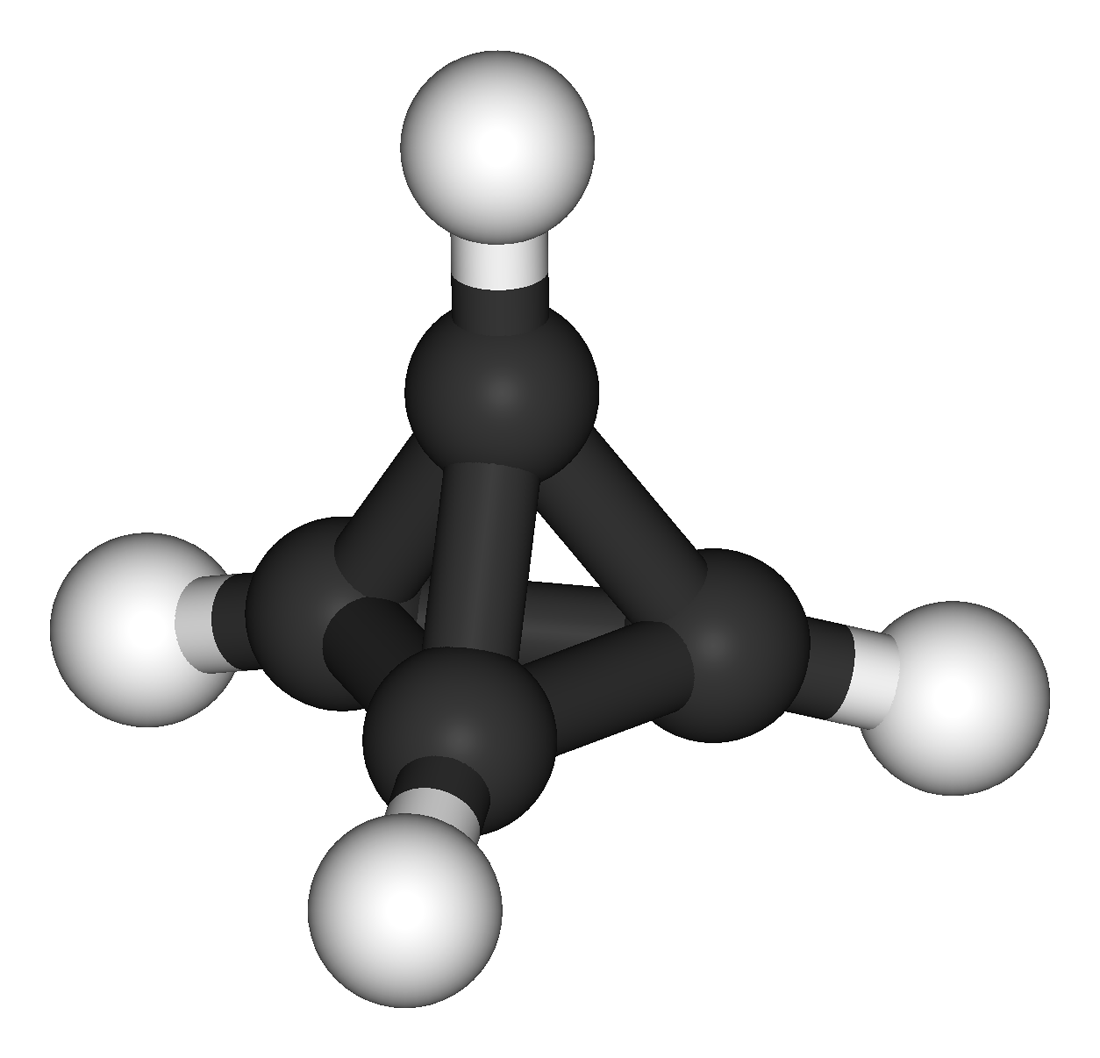
Tetraedrano

### Nome volgare derivato dalla narrativa

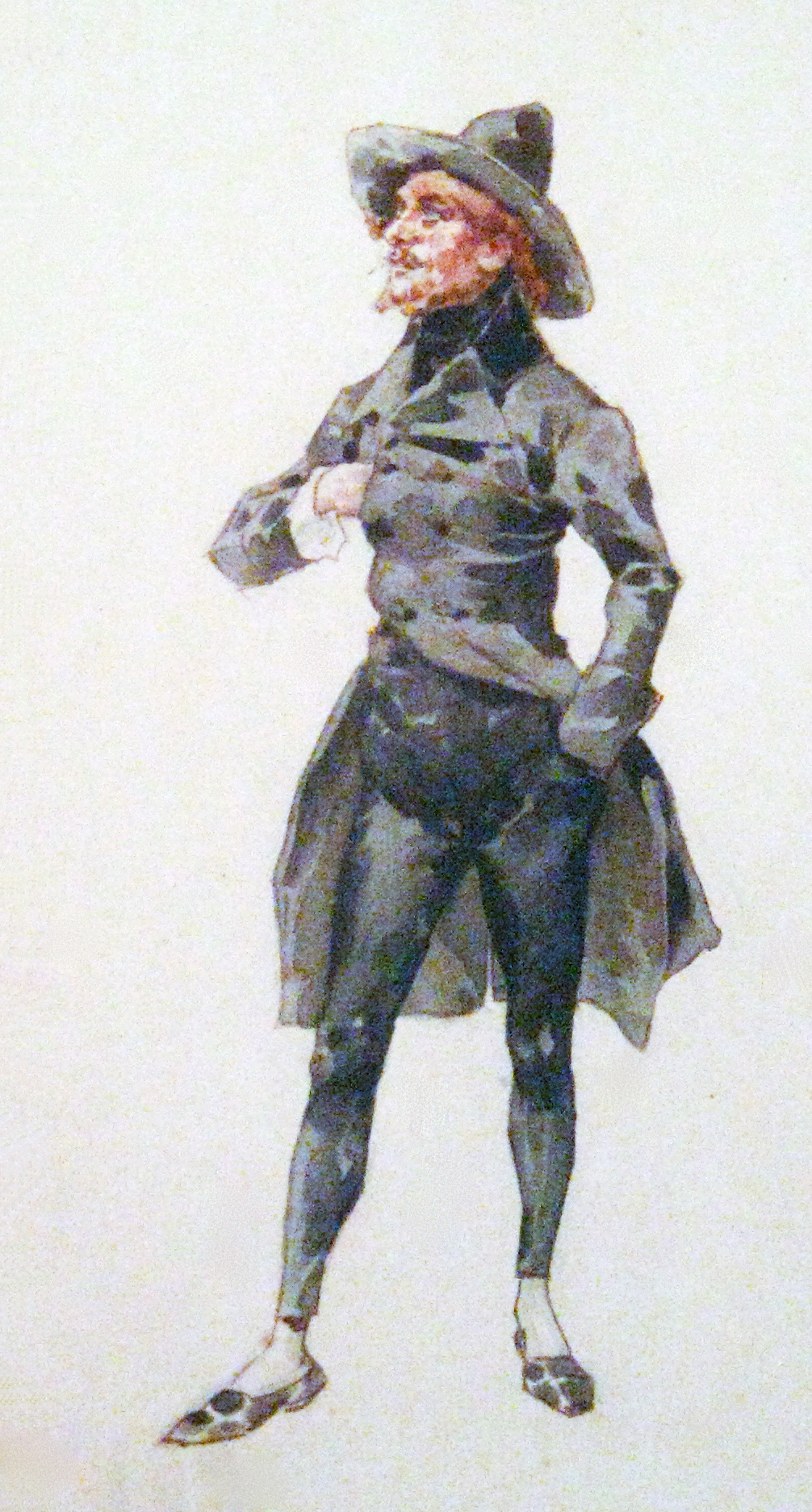
L'antibiotico Rudolphomycin prende il nome dal personaggio Rodolfo dell'opera La Bohème.

Il complesso dell'acido boemico è una miscela di sostanze chimiche ottenuta attraverso la fermentazione di una specie di actinobatteri. Nel 1977 i componenti sono stati isolati e sono stati trovati utili come agenti antitumorali e antibiotici antracicline. Gli autori hanno chiamato il complesso e uno dei suoi componenti "bohemamine", dall'opera La bohème di Puccini, e i componenti rimanenti hanno preso il nome dai personaggi dell'opera: alcindoromicina (Alcindoro), collinemicina (Colline), marcellomicina (Marcello), mimimicina (Mimì), musettamicina (Musetta), rudolfomicina (Rodolfo) e schaunardimicina (Schaunard). Tuttavia, le relazioni tra i personaggi non riflettono correttamente le relazioni chimiche.
Un laboratorio di ricerca presso Lepetit Pharmaceuticals, guidato da Piero Sensi, amava affinare i soprannomi per i prodotti chimici che avevano scoperto, convertendoli successivamente in una forma più accettabile per la pubblicazione. L'antibiotico Rifampicina prende il nome da un film francese, Rififi, che ha come trama una rapina di gioielli. Un altro antibiotico era stato soprannominato "Mata Hari" prima di cambiare il nome in matamicina.